# Балчо Колев
Балчо Колев е български духовник и революционер.

## Биография
Поп Балчо Колев произхожда от вишовградския род Байчоолу. Роден е през 1836 година в село Вишовград. Произхожда от заможно семейство. Семейството на Колев, е често нападано от османските завоеватели. Това е основната причина, семейството да се премести в Севлиево. Там Балчо учи тенекеджийство и джамджийство. Балчо Колев учи в манастир до Стара Загора и Априловска гимназия. Сключва брак с дъщерята на виден габровец. Семейството се връща във Вишовград. Там Колев отваря кръчма и става тенекеджия и джамджия. Става учител към килийното училище. В периода 1867 – 1868 се ръкополяга като свещеник. Свещеничествува в родното си село и Емен. Основава дружество „Селска любов“, което се занимава с революционна цел. Провежда събрания в неговия дюкян. Поп Балчо има двама сина: Димитър и Боян.

## Революционно дейност
Балчо Колев и брат му – Рачо стават четници от четата на Бачо Киро и поп Харитон. Поп Балчо е член на военния съвет и десетник.
Четата води ожесточени сражения край скалите „Момерини пещери“. Балчо опява и погребва войводата Илия Марчев от Бяла Черква. Поп Балчо навярно е убит с брат си при защита на Дряновския манастир.